# Pierre Ier (roi d'Aragon)
Pour les articles homonymes, voir Pierre Ier, Sánchez et Pedro Sánchez.
Pierre Ier d'Aragon (né dans le val d'Hecho, vers 1068 – mort dans le val d'Aran, le 28 septembre 1104), également appelé Pedro Sánchez, est roi d'Aragon et de Pampelune de 1094 à sa mort en 1104. Fils aîné du roi Sanche Ier d'Aragon et de sa première épouse Isabelle d'Urgell, Pierre Ier succède à son père sur le trône des deux royaumes d'Aragon et de Pampelune.
Pierre Ier poursuit l'œuvre de son père et fait la guerre contre les musulmans durant la majeure partie de son règne. Il affronta les Almoravides à plusieurs reprises. Il s'allie avec le célèbre Rodrigo Díaz de Vivar, connu comme « le Cid », lors de la conquête du royaume de Valence par ce dernier.
En Corse et Sardaigne, il repousse les Maures autour de 1096. La croix de saint Georges, son saint patron, ainsi que quatre têtes de Maures, ornent aujourd'hui le drapeau sarde.

## Biographie

### Jeunesse
Pierre est le fils aîné de Sanche Ier, roi d'Aragon et de Pampelune, et de sa première épouse, Isabelle d'Urgell, fille du comte d'Urgell Armengol III. Il naît aux alentours de 1068, certainement à Siresa, dans le val d'Hecho. Il reçoit le nom de « Pierre » en l'honneur de saint Pierre, pour qui son père avait une dévotion particulière.
Son oncle, Armengol IV d'Urgell, le place dans son testament comme héritier au cas où ses propres fils et frères mourraient. En 1085, à l'âge de 16 ou 17 ans, Pierre reçoit la Sobrarbe et la Ribagorce de son père afin de s'exercer aux tâches de gouvernement, avec le titre de rex. Pierre mène une politique proche de son père, en qualité d'héritier de la couronne. En janvier 1086, il épouse à la demande de son père Agnès d'Aquitaine, fille du duc d'Aquitaine Guillaume VIII, à Jaca. Elle lui donne dans l'année un fils, Pierre, puis plus tard, une fille, Agnès. Le 26 octobre 1087, il rejoint son père à Pampelune afin de confirmer les droits des évêques de la ville.
Il place sa capitale à Graus, conquise en 1083 par Sanche Ier, et poursuit la lutte contre les musulmans : il combat aux côtés d'Alphonse VI de León à la bataille de Sagrajas en 1086, conquiert Estada en 1087, Montearagón en 1088 et Monzón le 24 juin 1089 : ces conquêtes lui ouvrent la vallée du Cinca, ce qui lui permet de menacer Almenar, dont il s'empare en 1093.
Le 4 juin 1094, il succède à son père, mort à Montearagón en faisant le siège de Huesca, comme roi d'Aragon, de Sobrarbe, de Ribagorce et de Navarre. Pierre Ier décide alors de lever le siège. En 1095, il renouvelle le vœu de son père et répète sa fidélité au pape Urbain II, qui renouvelle sa promesse de protection en retour. Le 16 mars 1095, le pape publie la bulle Cum universis sancte par laquelle il garantit au roi et à la reine d'Aragon de ne pas pouvoir être excommuniés sans l'autorisation du pape.

### Règne

Les possessions et les conquêtes de Pierre Ier.

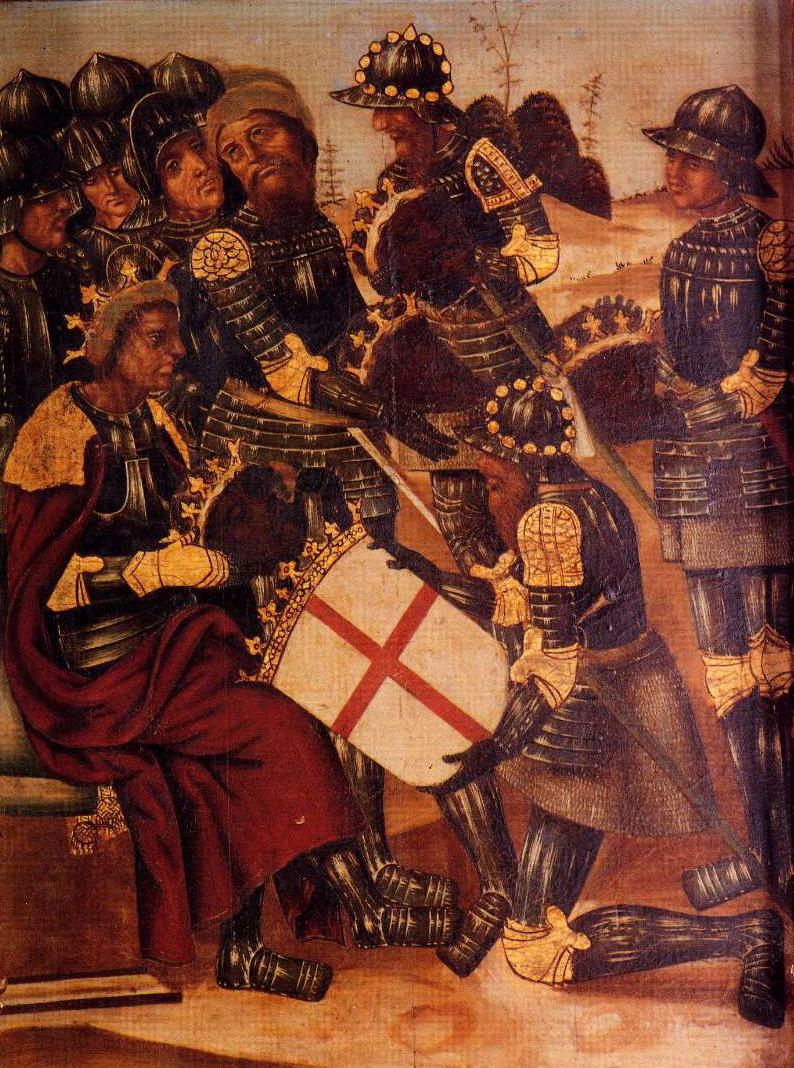
Pierre Ier reçoit un bouclier frappé de la croix de saint George (retable de saint George de l'église de la Merci à Téruel, par Jerónimo Martínez, 1524).
D'après la légende, le saint serait apparu sur le champ de bataille à Alcoraz. Les têtes de quatre musulmans décapités trouvées sur le champ de bataille et ajoutées à la croix afin de former la, toujours présentes dans les armoiries de l'Aragon.

#### La conquête de Huesca
Pierre Ier reprend l'offensive contre les musulmans : en 1095, il occupe Naval et Salinas de Trillo (es), qui lui ouvrent la route de Barbastro et de Huesca. L'année suivante, il se tourne vers Huesca, qu'il assiège depuis sa base de Montearagón. Des forces venues de Saraqusta sous le commandement d'Al-Mustain II pour soutenir la garnison musulmane de Huesca sont défaites le 15 novembre 1096 à la bataille d'Alcoraz. C'est à partir de cette victoire que naît la croyance populaire qui veut que saint Georges étende sa protection sur le royaume d'Aragon. La ville de Huesca tombe entre ses mains peu de temps après, le 27 novembre. La ville devient la nouvelle capitale du royaume. C'est d'ailleurs là qu'est célébré quelques années plus tard son mariage avec Berthe, issue certainement de la noblesse lombarde, le 16 août 1097.

#### L'alliance avec le Cid
En 1094, Pierre Ier conclut un pacte avec Rodrigo Díaz de Vivar, connu comme le « Cid », à Borriana. Grâce à ce nouvel allié, il contrôle des territoires importants, jusqu'à Culla, Oropesa, Miravet, Montornés del Vallés et Castellón de la Plana. En juillet 1100, comme « roi d'Aragon, de Pampelune, de Sobrarbe, de Ribagorce, de Culla, d'Oropesa et de Castellón », il concède à son « cid Muño Muñoz », qui tient déjà Castellón, le château d'Azafaz et la ville d'Ova.
En 1096, Pierre Ier voyage vers le sud pour rencontrer Rodrigo Díaz de Vivar à Valence, et l'accompagne à Benicadell (es), où le fort qui protège la frontière méridionale du royaume de Valence a été reconstruit. Alors qu'ils passent devant Xàtiva, ils sont attaqués par Mohammed, un neveu de l'émir almoravide Youssef Ibn Tachfin, mais ils l'évitent et rebroussent chemin vers Valence. Ils sont cependant obligés au combat à Bairén : une flotte musulmane les assaille de flèches enflammées depuis la mer, tandis que la cavalerie de Mohammed tient le haut de la colline : une charge des Valenciens et des Aragonais leur permet de se dégager et de battre leur adversaire. Rodrigo et Pierre Ier rentrent triomphalement à Valence.

#### La reprise de la lutte contre les Almoravides
En 1100, il reprend ses opérations dans la vallée de l'Èbre, et conquiert Barbastro, soumise à un siège étroit depuis 1099, puis Sariñena. Il semble que l'année suivante il ait prévu de s'engager dans l'armée de la première croisade qui doit se rendre à Jérusalem. Sur la requête des moines de l'abbaye Saint-Jean de la Peña, le pape Pascal II le lui interdit et l'engage à reprendre Saragosse. Effectivement, Pierre Ier, désigné dans les chroniques comme « croisé » (crucifer) combat contre Saragosse en 1101 avec l'aide de chevaliers du royaume de France et des comtés catalans. Au mois de juin, il parvient sous les murs de la ville et la soumet à un siège. Il construit une forteresse à Juslibol (es) (déformation du cri de guerre des premiers croisés, « Deus lo volt ») et fait entourer la ville de bannières portant la croix. Son armée, en particulier la cavalerie, se révèle cependant insuffisante, et il doit lever le siège.

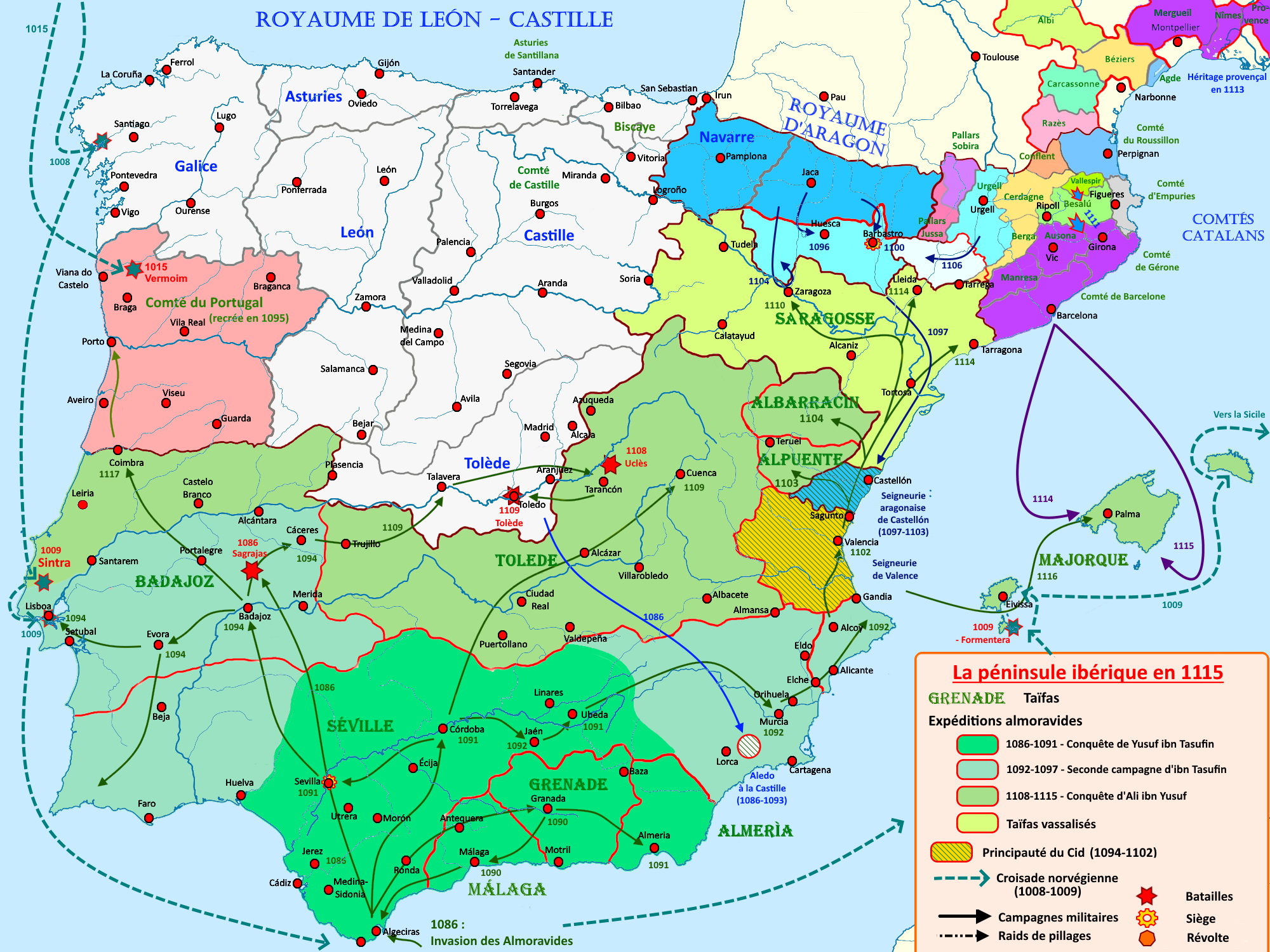
Le royaume d'Aragon de 1085 à 1115.

Pierre Ier subit d'ailleurs plusieurs revers. En 1103, lorsque les Almoravides reconquièrent le royaume de Valence, il perd toutes ses possessions méridionales. Les musulmans commencent même à menacer le cœur de son royaume. Il cherche à reprendre l'offensive : il obtient Peralta de Calasanz, qu'il dispute à son parent Armengol VI, le comte d'Urgell, puis occupe Piracés. Mais en 1104, il assiège Tamarite de Litera et Saragosse, sans parvenir à les soumettre. À la fin de l'année, il se dirige vers le val d'Aran.

#### La réforme de l'administration

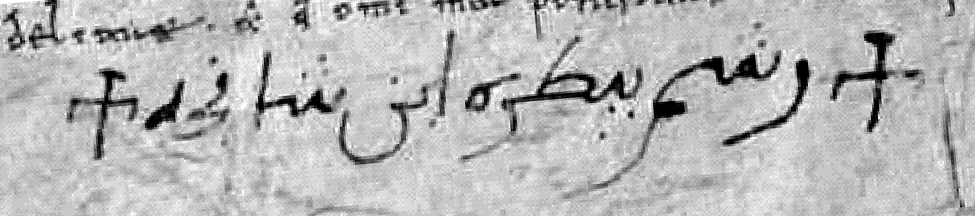
Souscription de Pierre Ier : † رشم بيطره ابن شانجه †. Translittération : <ršm byṭrh ˀbn šˀnǧh>. Transcription phonétique en arabe dialectal andalou : ráš(a)m Péṭro (a)ben Šánǧo/. Traduction : « Signature de Pierre, fils de Sanche ».

En 1099, avant même la chute de Barbastro, Pierre Ier envoie Pons, évêque de Roda, demander au pape à Rome le transfert du siège épiscopal de Roda à Barbastro. Le pape, Pascal II, approuve le transfert et agrandit le diocèse de toutes les anciens territoires du diocèse de Lérida qui ont été reconquis. L'ambition de Pierre Ier était certainement de mettre fin à l'expansion du diocèse d'Urgell en direction de Lérida.
Pierre Ier s'efforce de favoriser le repeuplement des territoires qu'il conquiert. Pour cela, il accorde des privilèges aux villes les plus importantes du royaume, sur le modèle du fuero de Jaca (es). Il les concède à Barbastro en 1100, Caparroso et Santacara en 1102. Cette dernière ville est repeuplée avec des Gascons, dont l'influence dans les coutumes de la ville est notable. Les habitants sont requis pour combattre durant les campagnes militaires locales et la défense des châteaux, mais sont exemptés du service d'ost. En 1104, il exempte les chevaliers de Barbastro et de Santa Cristina de Somport du service de cavalcade.
En 1104, Pierre Ier institue le for des infançons des royaumes d'Aragon et de Navarre, qui détermine les droits et obligations de ces militaires de la basse noblesse. Il les dispense en particulier de l'obligation de service de trois jours par an.

### Mort et succession
Les deux enfants de Pierre Ier, Pierre et Agnès, meurent en 1103 et 1104 successivement. Ils sont enterrés dans l'abbaye Saint-Jean de la Peña le 18 août 1104. Pierre Ier ne leur survit pas longtemps : il meurt lui-même le 28 septembre 1104, dans le val d'Aran. Il est enterré aux côtés de ses enfants.
C'est son demi-frère, Alphonse, qui hérita des royaumes d'Aragon et de Navarre. À la suite de la mort de ce dernier, lui aussi sans héritier, leur frère Ramire fut appelé à régner : il donna à sa fille le nom de « Pétronille », forme féminine de « Pierre », nom qui entra dans le groupe des noms favoris de la famille royale aragonaise.

## Famille
Pierre Ier épouse en premières noces Agnès d'Aquitaine, fille du duc d'Aquitaine Guillaume VIII de Poitiers, à Jaca en 1086. Le couple a deux enfants, qui meurent avant leur père :
- Pierre d'Aragon (vers 1086-1104), peut-être marié à Maria Rodriguez (es), fille du Cid[7],[3] ;
- Agnès d'Aragon, (morte en 1103)[7].

Il convole en secondes noces le 16 août 1097 à Huesca avec Berthe dite d'Aragon, mais le mariage reste sans descendance.